# Gmina Kęty
Die Gmina Kęty ist eine Stadt-und-Land-Gemeinde im Powiat Oświęcimski der Woiwodschaft Kleinpolen in Polen. Ihr Sitz ist die gleichnamige Stadt mit etwa 19.000 Einwohnern.

## Geografie

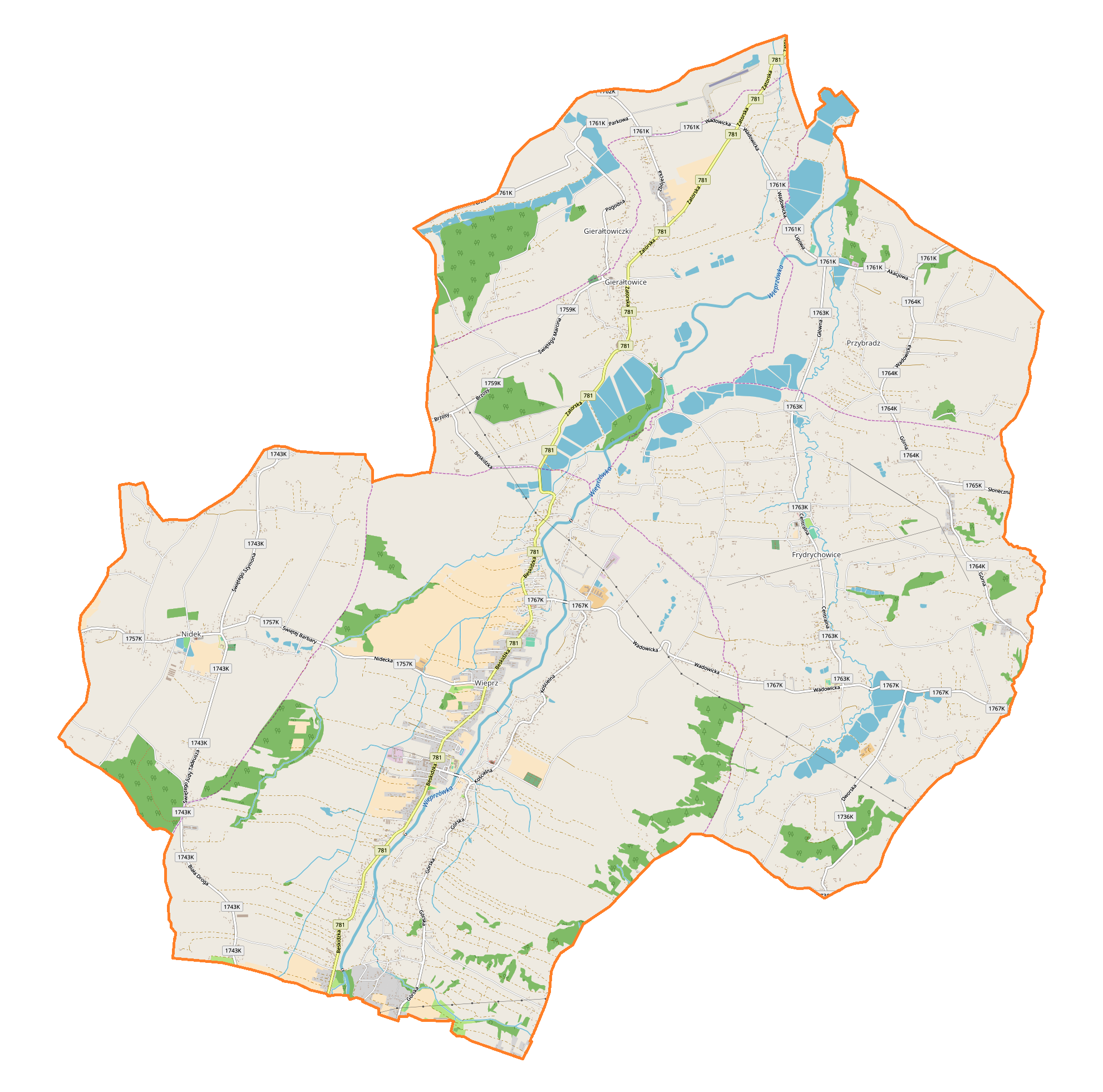
Karte der Gemeinde

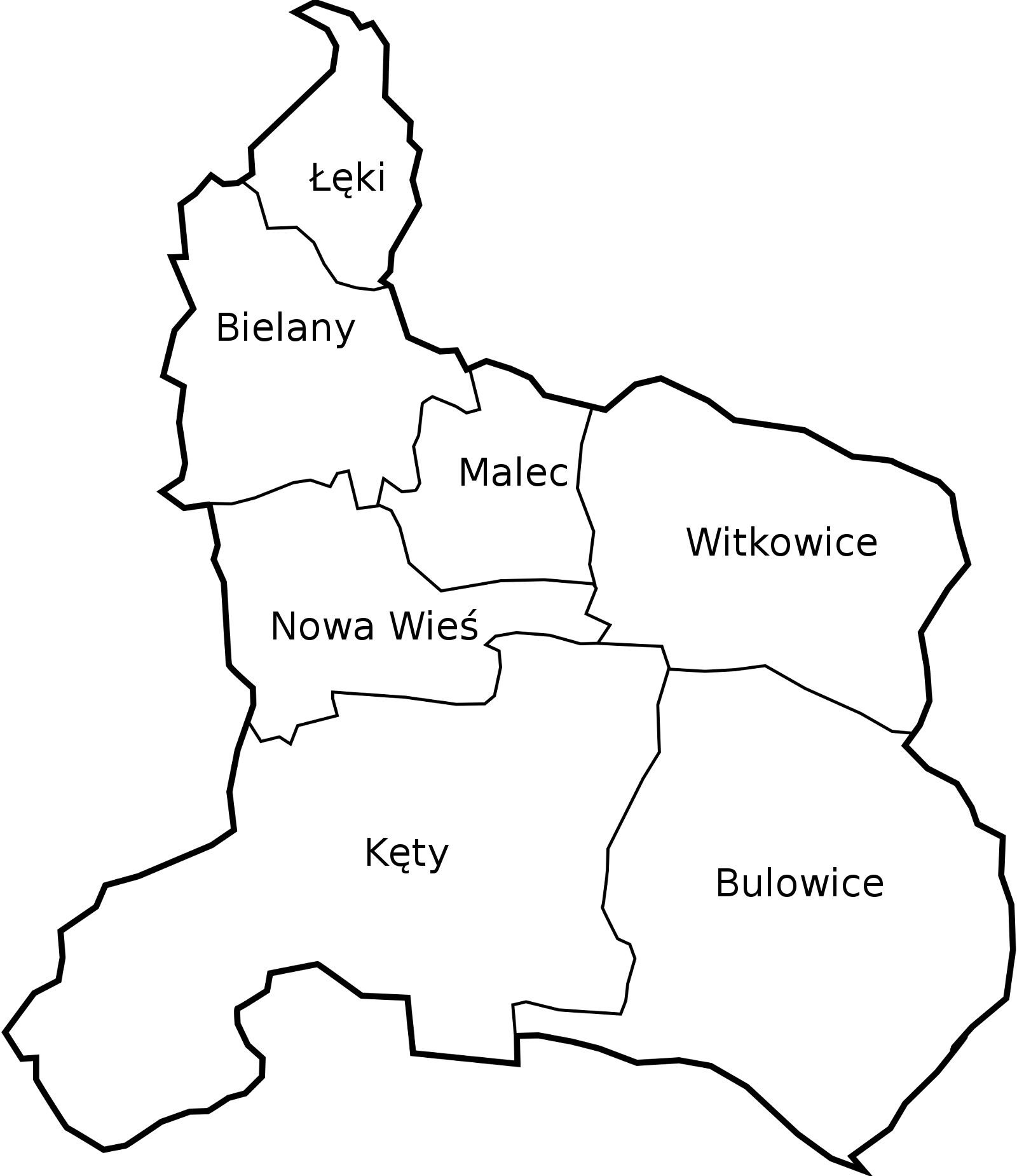
Stadt und Schulzenämter der Gemeinde

Die Gemeinde ist Teil der Euroregion Beskiden im Süden Polens. Die Großstadt Bielsko-Biała liegt zehn Kilometer westlich. Die Staatsgrenze zur Slowakei verläuft etwa 40 Kilometer südlich. Zu den Gewässern gehört die Soła.

## Gliederung
Die Stadt-und-Land-Gemeinde (gmina miejsko-wiejska) Kęty hat eine Fläche von 75,8 km², auf der mehr als 34.000 Menschen leben. Zur Gemeinde gehören, neben der namensgebenden Stadt, sechs Dörfer mit Schulzenämtern (sołectwa). Diese Dörfer sind (in Klammern die Einwohnerzahl zum 1. Januar 2008):
Bulowice (4720), Bielany (1878), Łęki (1302), Nowa Wieś (3209), Malec (1250) und Witkowice (2157).

## Sehenswürdigkeiten
In die Denkmalliste der Woiwodschaft sind nur Bauwerke und das Museum in Kęty eingetragen.
Die Kirche von Bielany ist im Barockstil erbaut. Neben der modernen Maximilian-Kolbe-Kirche stehen in Nowa Wieś noch mehrere Kapellen. 

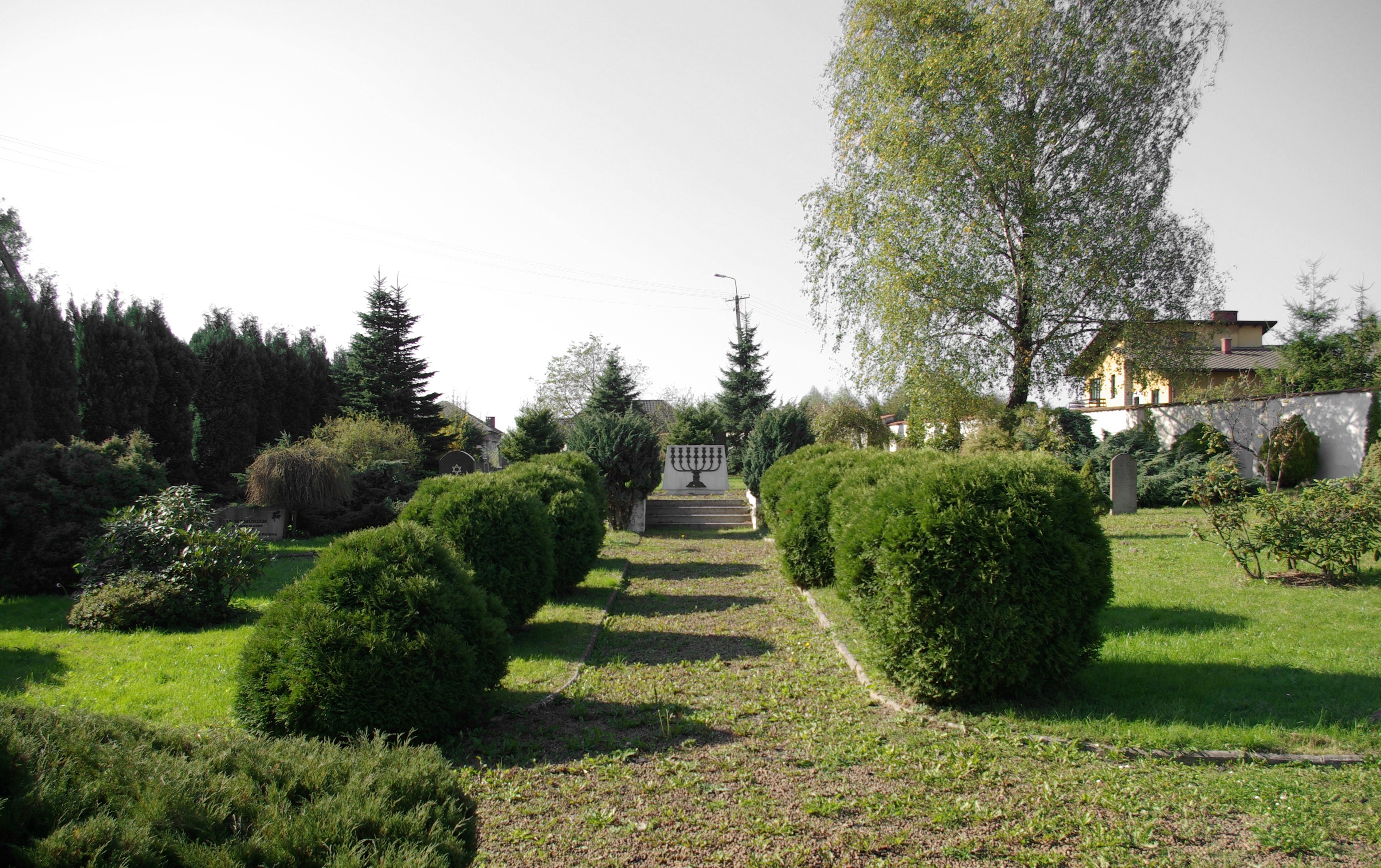
Reste des jüdischen Friedhofs von Kęty
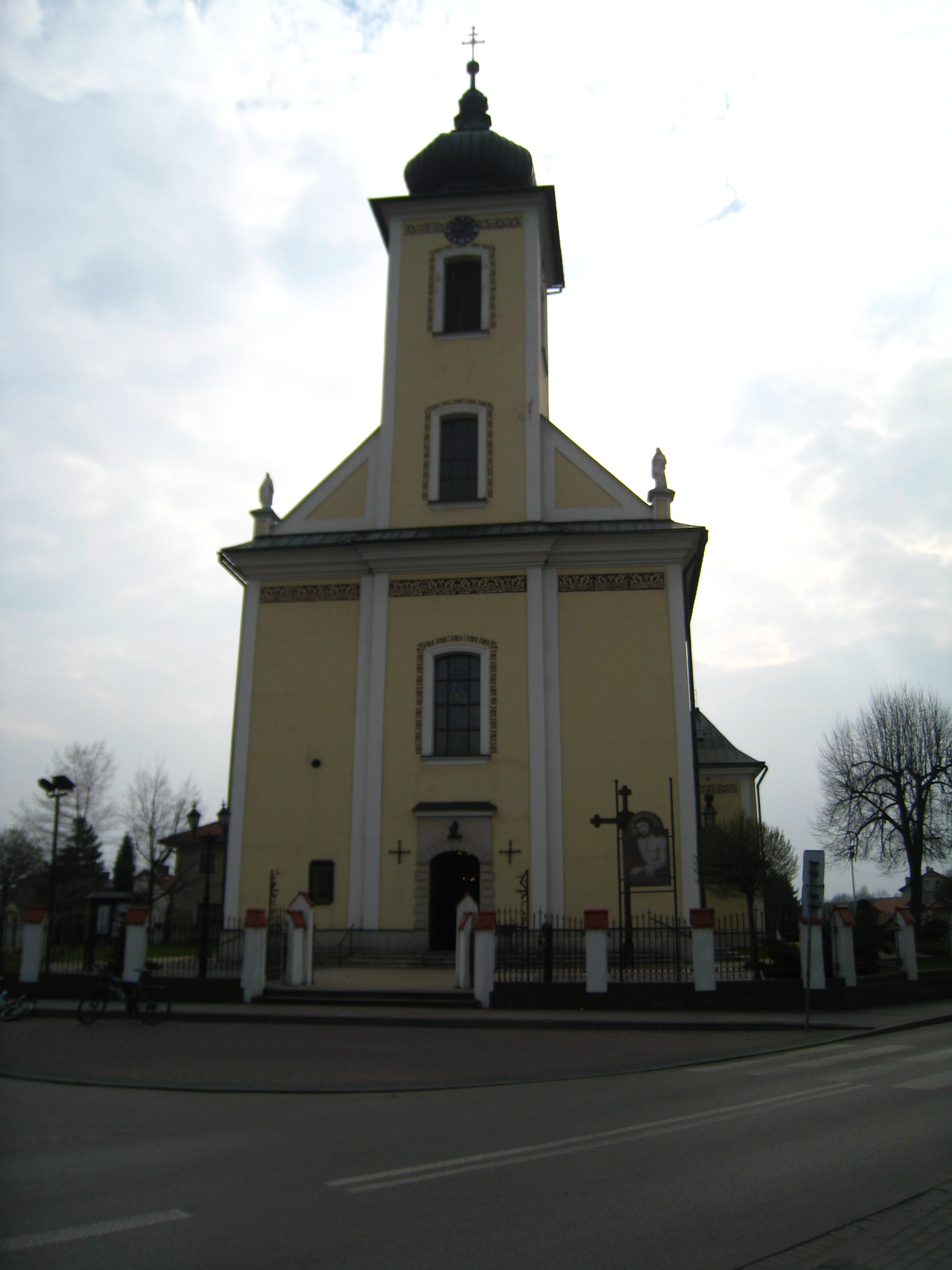
Kirche in Bielany
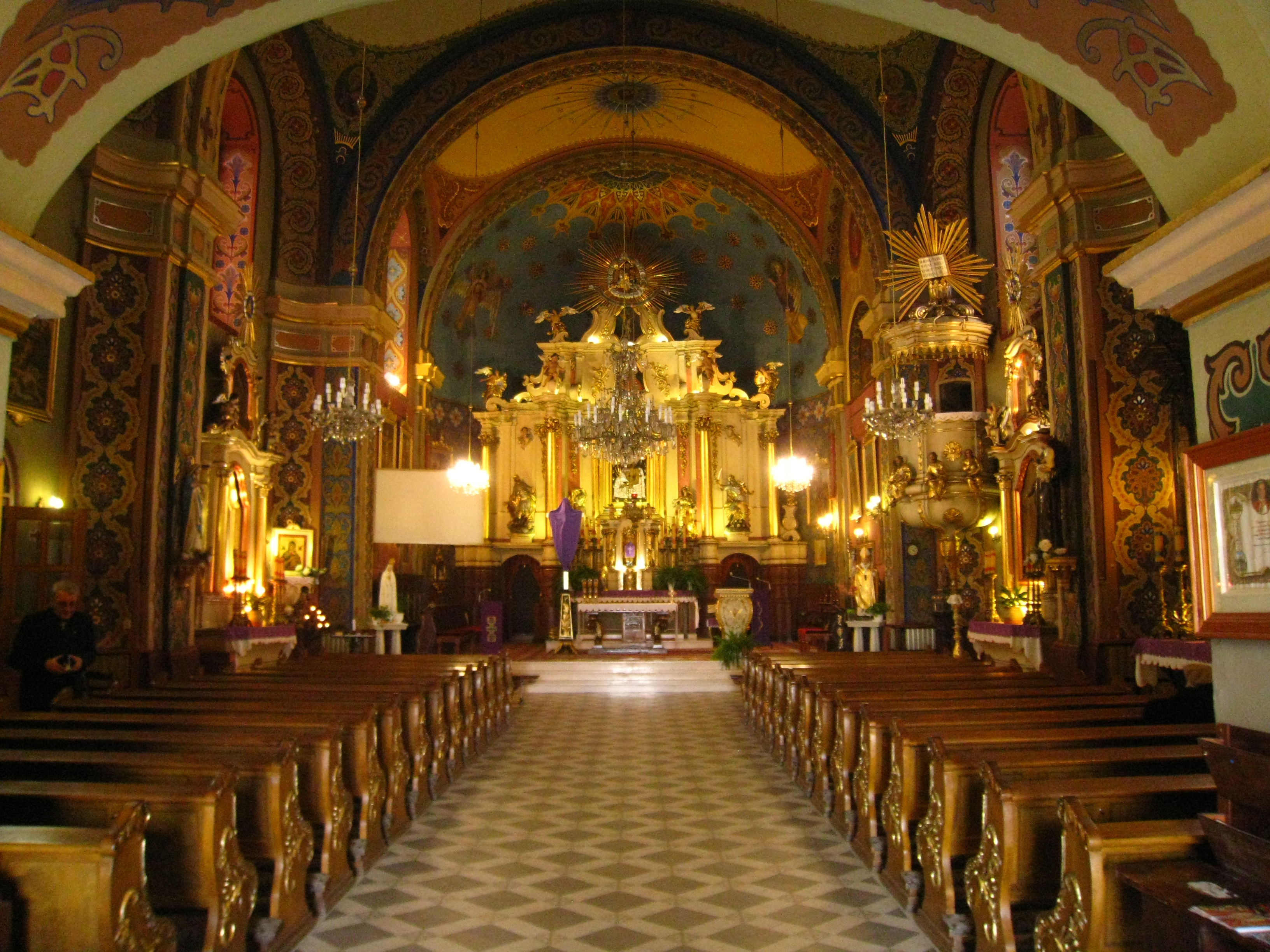
Innenansicht der Kirche
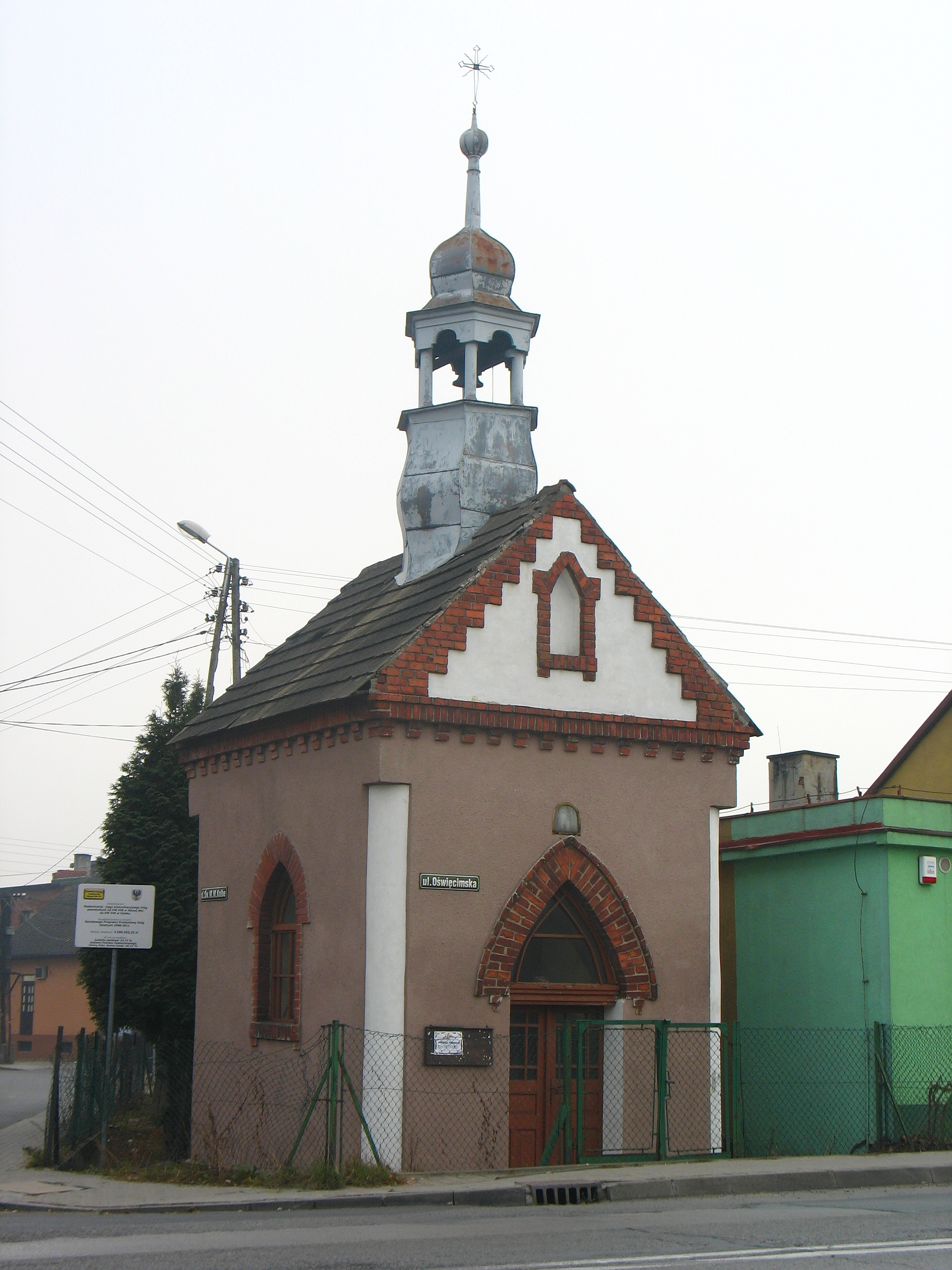
Kapelle in Nowa Wieś

## Verkehr
Durch die Gemeinde und Kęty führt die Landesstraße DK 52 von Bielsko-Biała – etwa 12 Kilometer westlich, nach Andrychów – etwa 8 Kilometer östlich. Die nächsten internationalen Flughäfen sind der Flughafen Katowice – 40 Kilometer im Norden und der Flughafen Johannes Paul II. Krakau-Balice – etwa 45 Kilometer nordöstlich.